# Kurzschnabelalk
Der Kurzschnabelalk (Brachyramphus brevirostris) ist ein kleiner Alkenvogel des nördlichen Pazifik. Die Art brütet nicht wie andere Alken in Kolonien am Meer, sondern auf isolierten Berggipfeln über der Baumgrenze. Über den Kurzschnabelalk ist noch nicht viel bekannt. Da er so selten ist, wird aus Schutzgründen auch auf eine intensive Untersuchung verzichtet. Der englische Name, Kittlitz’s Murrelet, bezieht sich auf den deutschen Zoologen Heinrich von Kittlitz, der als Erster ein Tier dieser Art fangen konnte.
Der Kurzschnabelalk wurde 2012 von der IUCN als vom Aussterben bedroht (critically endangered) eingestuft, 2014 jedoch der erheblich niedrigeren Kategorie near threatened zugeordnet, die der „Vorwarnliste“ im Deutschland entspricht. Die Angaben bezüglich dramatischer Bestandsrückgänge in den letzten Jahrzehnten werden von neueren Untersuchungen stark angezweifelt.

## Erscheinungsbild
Der Kurzschnabelalk erreicht eine Länge von 25 Zentimetern und wiegt durchschnittlich 241 Gramm. Er gehört damit zu den sehr kleinen Alkenvögeln. Von anderen Alkenvögeln unterscheidet er sich durch seine geringe Körpergröße, den verhältnismäßig schlanken Körperbau und die verhältnismäßig langen, spitz zulaufenden Flügel. Während der Mauser kann er jedoch sehr leicht mit dem Marmelalk verwechselt werden. Genau wie der Marmelalk hat er ausgesprochen kurze Beine, die sehr weit hinten am Körper ansetzen. Deswegen bewegen sich Kurzschnabelalken an Land nur sehr ungeschickt fort. Schwimmende Tiere tragen ihren Kopf schräg nach oben gerichtet, der Schwanz ragt weit aus dem Wasser und ist ebenfalls nach oben gerichtet.
Zur Brutzeit trägt er ein graubraunes Federkleid, das ihn gut tarnt. Dieses Prachtkleid ist auf der Oberseite graubraun und weiß gefleckt. Auch Kehle und Brust weisen eine Fleckenzeichnung auf, die auf der Unterbrust allmählich in das Weiß des Bauches und der Unterschwanzdecken übergeht. Das Schlichtkleid ist schwarz und weiß und erinnert an das Schlichtkleid von Lummen, allerdings ist der Kurzschnabelalk auf der Körperoberseite etwas grauer. Das Schwarz des Scheitels dehnt sich bis zum Nacken aus. Die Halsseiten sind weiß. Ähnlich wie beim Marmelalk behalten einige Vögel während des Sommers ihr Schlichtkleid. Dabei handelt es sich vermutlich um noch nicht geschlechtsreife Vögel.
Der Schnabel ist kleiner als der des Marmelalken aus der gleichen Gattung. Er ist insgesamt etwas stärker gekrümmt und wirkt durch die nach vorne gerichteten Federn noch kleiner als er tatsächlich ist.
Das Federkleid von Jungvögeln ähnelt dem Schlichtkleid adulter Vögel, weist aber während des Herbstes eine feiner graue Querzeichnung auf der Körperunterseite auf. Später im Winter sind sie von adulten Vögeln im Schlichtkleid kaum noch zu unterschieden.
Zum Rufrepertoire des Kurzschnabelalks gehört ein sanftes, grunzendes urr sowie ein scharfes, an die Laute von Enten erinnerndes quack.

## Verbreitung

Verbreitungsgebiet des Kurzschnabelalks:
Brutvorkommen
Vorkommen außerhalb der Brutzeit

Der Kurzschnabelalk kommt an der nordamerikanischen und ostasiatischen Küste des nördlichen Pazifiks vor, Unterarten werden nicht beschrieben. In seinem Verbreitungsgebiet erreicht das Oberflächenwasser im Sommer eine Temperatur von zwei bis zehn Grad und während des Winters von einem bis acht Grad. Ähnlich wie der Marmelalk hält sich auch der Kurzschnabelalk in Küstennähe auf und sucht vor allem in Buchten und Fjorden nach Nahrung. Häufig sind die beiden Arten vergesellschaftet.
Das nordamerikanische Verbreitungsgebiet reicht von der LeConte Bay im Südosten Alaskas über den Prince William Sound, die Kenai-Halbinsel, die Kodiak-Insel und Afognak Island bis vereinzelt in die Beringstraße und zu den Aleuten. Kurzschnabelalken, die an der Küste der Beringstraße brüten, müssen nach der Brutzeit südwärts ziehen, da diese Gewässer zufrieren. Ansonsten sind jedoch nur wenige südwärts gerichtete Zugbewegungen von nordamerikanischen Vögeln festzustellen. Einzelne Irrgäste wurden jedoch bis in den Süden von British Columbia und zu den Küsten der US-amerikanischen Bundesstaaten Washington und Kalifornien beobachtet.
In Sibirien kommt der Kurzschnabelalk vor allem im Norden des Ochotskischen Meers vor. Brutvögel finden sich jedoch auch an den Küsten der Tschuktschen-Halbinsel und auf Karaginski. Gelegentlich werden Kurzschnabelalken jedoch auch deutlich weiter im Süden, beispielsweise auf den Kurilen sowie auf Hokkaido beobachtet. Auch deutlich weiter nördlich wurden Kurzschnabelalken beobachtet. Es ist möglich, dass die Art auch auf der Wrangelinsel brütet.

## Nahrung
Die Ernährungsweise des Kurzschnabelalken ist bislang noch nicht genau untersucht. Auf Grund des sehr kleinen Schnabels wird davon ausgegangen, dass der Kurzschnabelalk nur von sehr kleinen Fischen sowie Zooplankton lebt. Die Küken werden ebenfalls mit kleinen Fischen wie beispielsweise Sandaalen gefüttert. Diese Fische werden von den Elternvögeln meist quer im Schnabel getragen.

## Fortpflanzung
Wie der Marmelalk und der Kamtschatkamarmelalk weisen Kurzschnabelalken ein Brutverhalten auf, das sich von dem anderer Alkenvögel deutlich unterscheidet. Sie nisten nicht in Kolonien, sondern einzeln. Ihr Nest befindet sich durchschnittlich 20,5 Kilometer von der Küste entfernt. Extreme Niststandorte finden sich in einer Entfernung von 75 Kilometern vom nächsten Ozean.
Das Neststandort befindet sich häufig oberhalb der Baumgrenze. Das Nest ist nicht mehr als eine einfache, nicht ausgepolsterte Bodenvertiefung und befindet sich gewöhnlich an einem nach Süden geneigten Hang, der oft dicht an eine Schneefläche grenzt. Die ersten Nester wurden von Personen der indigenen Völker des Brutgebiets aufgefunden. Ihre Beschreibung, dass Kurzschnabelalken gewöhnlich in unmittelbarer Nähe von Berggipfeln brüten, traf bei Ornithologen zunächst auf Skepsis.
Kurzschnabelalken legen wie die meisten Alkenvögel nur ein Ei. Die Eier sind von elliptischer Form und von blass olivgrüner, bläulichgrüner oder auch gelblicher Farbe. Unabhängig von der Grundfarbe weisen sie unregelmäßige braune Flecken auf. Die Eiablage findet im Südosten von Alaska im Zeitraum von Mitte Mai bis Mitte Juni statt. Auf den Alëuten und an den Küsten der Beringsee fällt die Eiablage dagegen in den Zeitraum von Anfang bis Mitte Juni. Der Zeitpunkt der Eiablage scheint dabei von dem Zeitpunkt beeinflusst, an dem das Eis aufbricht und die Schneeschmelze auch in denjenigen Höhenlagen einsetzt, in denen Kurzschnabelalken brüten.
Beide Elternvögel sind an der Brut beteiligt. Die Dauer der Brutzeit ist nicht bekannt. Die Nestlingszeit beträgt 25 Tage. Als Anpassung an die extreme nördliche Lage des Brutgebietes verlieren die Küken ihre Daunenfedern erst 12 Stunden vor der eigentlichen Mauser. Ob Küken auf dem Weg zum Meer fliegen oder schwimmend die Hilfe von Flüssen beanspruchen, ist noch nicht ausreichend geklärt. Auf jeden Fall hört mit der Mauser die elterliche Pflege auf. Es wurde noch kein Jungtier zusammen mit einem erwachsenen auf See gesehen.

## Bestand
Der Kurzschnabelalk kommt nur noch an wenigen, weit auseinanderliegenden Stellen in größerer Zahl vor. Die bekanntesten sind der Glacier-Bay-Nationalpark und der Prince William Sound. Der Bestand an Kurzschnabelalken beträgt vermutlich nur noch zwischen 20.000 und 50.000 Individuen. 70 Prozent kommen in Alaska vor. Die IUCN stuft die Art als vom Aussterben bedroht ein, weil die Populationen insbesondere in den letzten 15 Jahren um 80 bis 90 Prozent zurückgegangen sind. Negativ wirken sich vor allem der Verlust von Brutgebieten durch abschmelzende Gletscher und die Meeresverschmutzung durch Schiffe und Ölförderanlagen aus. Bei der Havarie der Exxon Valdez kamen möglicherweise bis zu 10 Prozent des weltweiten Bestands um.

## Belege

### Einzelbelege
1. 1 2  Factsheet auf BirdLife International
2. ↑  Gaston et al., S. 200
3. ↑  Gaston et al., S. 201
4. ↑  Sale, S. 270
5. ↑  Gaston et al., S. 201
6. ↑  Gaston et al., S. 201
7. ↑  Gaston et al., S. 203
8. ↑  Gaston et al., S. 203
9. ↑  Gaston et al., S. 204
10. ↑  Gaston et al., S. 204
11. ↑  Gaston et al., S. 201